# Einbaum vom Gué de Beaulieu

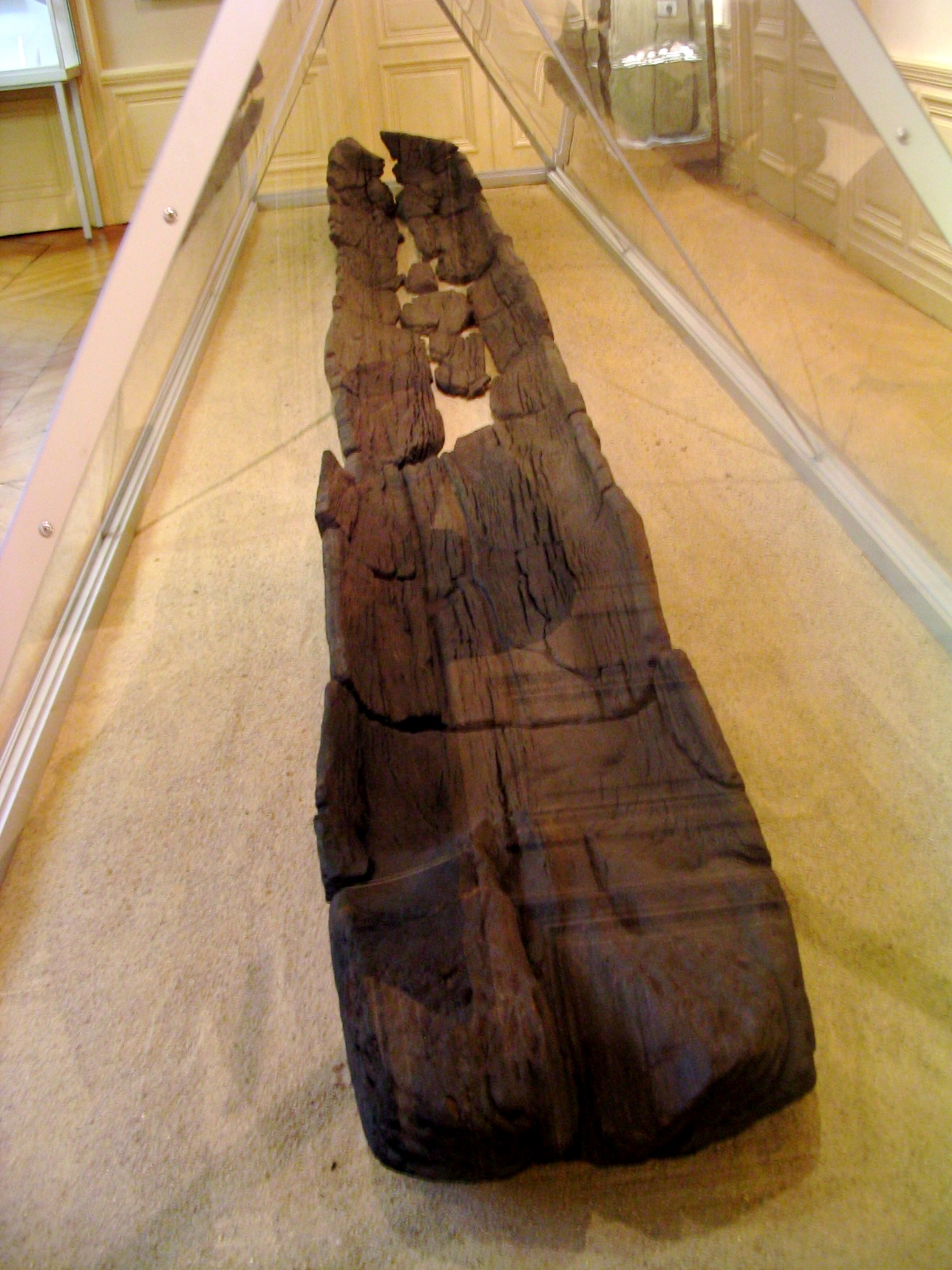
Einbaum vom Gué de Beaulieu

Der Einbaum vom Gué de Beaulieu (französisch La pirogue du Gué de Beaulieu) wurde 1979 am Ufer der Charente nahe der Furt „Gué de Beaulieu“ bei Bourg-Charente im Département Charente in Frankreich gefunden. Er ist heute im Musée d’Art et d’Histoire von Cognac als ältestes Zeugnis der Schifffahrt auf dem Fluss ausgestellt. 
Der 5,56 m lange, 0,4 bis 0,6 m breite Einbaum wurde mit Feuersteinwerkzeugen aus einem Eichenstamm geschnitten. Der mittels Radiokarbonmethode dem Neolithikum zugeschriebene Einbaum stammt aus der Zeit 2590 ± 110 v. Chr. Der in drei Teile zerbrochene Einbaum war teilweise von Sedimenten begraben. Während der Trocknungsphase wurde er zwischen 1982 und 1985 in einem spezialisierten Zentrum in Grenoble behandelt, konsolidiert und restauriert. Das Einpersonen-Kanu hat am Heck einen niedrigen Sitz. Am Bug ist die Dicke des Holzes größer, vermutlich um als Gegengewicht zu wirken.
In Cognac liegt auch der Dolmen von Séchebec.